# Sonhos d'Ouro
Sonhos d'ouro é um dos romances do escritor brasileiro José de Alencar. Publicado em 1872, vem esse romance com uma introdução, intitulada "Bênção paterna", na qual o autor faz uma apresentação do desígnio geral da sua obra, bem como da sua divisão segundo o gênero e o assunto. Também faz aí a defesa do sabor e da conformação própria do português brasileiro por oposição ao europeu, essa apresentação, no que diz respeito à divisão da obra, ainda hoje é parafraseada por boa parte da crítica.